# Arthur Mannsbarth
Arthur Mannsbarth (28 de abril de 1930) é um ex-ciclista de estrada e pista austríaco que competiu nos Jogos Olímpicos de Verão de 1952, e patinador de velocidade que competiu nos Jogos Olímpicos de Inverno de 1952 e 1956.

## Patinação de velocidade
Em 1952, terminou em oitavo na prova de 5000 metros, décimo primeiro na competição de 10000 metros, 22º na disputa de 1500 metros, e 27º na prova de 500 metros.
Quatro anos depois, terminou em 28º na competição de 5000 metros, 29º na disputa de 10000 metros, e 23º na prova de 1500 nos Jogos de 1956.

## Ciclismo
Nos Jogos Olímpicos de Verão de 1952, competiu no contrarrelógio individual, mas não terminou. Como todos os três competidores austríacos não terminaram a corrida, a Áustria foi desclassificada na disputa de contrarrelógio por equipes. Nos mesmos Jogos, ele também terminou em décimo terceiro com a equipe de ciclismo austríaca na prova de perseguição por equipes de 4 km em pista.